# Ti drobni otroški koraki
Ti drobni otroški koraki so roman slovenskega pesnika in pisatelja Karla Grabeljška iz leta 1968. 

## Zgodba
Zakonca Andrej in Nana živita z dvojčkoma Milico in Andrejem v Dolu pri Ljubljani. Andrej je Naniko spoznal, ko je delal pri njenem očetu. Na vaški veselici po svetovni vojni sta se ponovno srečala. Plesala sta, se na bližnjem travniku ljubila in Nana je zanosila. Andrej je odšel v Nemčijo na vojaško misijo, na Naniko pa je pozabil.
Po treh letih  se je Andrej vrnil v domači kraj. Nanikinega doma se je izogibal. Šele nekaj tednov po prihodu domov je od znanca izvedel, da mu je Nanika rodila dvojčka. Andrej in Nanika sta se na skrivaj poročila. Po poroki je bil veliko zdoma, služboval je na ministrstvu, imel pa je tudi veliko drugih izgovorov. Odnosi so se skrhali, Nanika in Andrej sta se oddaljevala. Bil je nezvest in to se mu ni zdelo nič groznega. Imel je razmerje s tajnico Olgo, z njim si je želela ustvariti dom in družino, a si on tega ni želel. Nanika je vedela za Andrejevo nezvestobo, bila je zelo jezna. Vedno bolj sta se oddaljevala tudi otroka. Andreja je to prizadelo, nekega dne je iz jeze udaril Drejčka. Nanika se je histerično odzvala, Andrej je odvihral od doma na zabavo in z nje vinjen na tridnevno službeno pot v Beograd. Družina ga je medtem zapustila. Občutil je veliko praznino in osamljenost, obžaloval je, da je udaril Drejčka. Olga je zahtevala ločitev, on pa tega ni želel. Advokat je preko sodišča zahteval, da plačuje preživnino za otroka, vendar tudi tega noče.
Čez dve leti sta se tudi z Olgo, ki da v službi odpoved, mirno razšla. Andrej je v gostilni slučajno srečal Nano in sprevidel, da jo pogreša. Zbližal se je tudi z otrokoma. Slučajno je priča, ko bi ju skoraj povozil avto. Izgubljena dvojčka sta pri njem prenočila, zjutraj pa ju je pospremil domov. Po Nanikinem očitanju, da nikoli ni skrbel zanju, se je odločil za pogostejše obiskovanje. Drejčka, ki se je poparil z vodo, je vsak dan obiskoval v bolnišnici. Spet so se navezali drug na drugega in ponovno zaživeli družinsko življenje.

## Kritika in literarna zgodovina
"Novela Ob zadnjem obisku obravnava problem razdrtih družin, ki najbolj prizadenejo žensko in otroke. Na isto temo je uglašena povest Ti drobni otroški koraki, le da dolžnost do otrok zmaga in zakonca zaradi tega skušata znova zaživeti skupaj. Grabeljšku ni uspelo ustvariti psihološko poglobljeno podobo razkroja neke družine – razkroj je motiviran s socialnimi in idejnimi razlikami med zakoncema in z ženino hladnostjo ter vzvišenostjo, ki moža peha v pijančevanje in ženskarjenje – ampak ostaja na ravni moraliziranja in sentimentalnosti." (Čeh 1960: 33)